# Androdeloscia hamigera
Androdeloscia hamigera är en kräftdjursart som först beskrevs av Albert Vandel 1952.  Androdeloscia hamigera ingår i släktet Androdeloscia och familjen Philosciidae. Inga underarter finns listade i Catalogue of Life.